# Hyperoartia
Los hiperoartios (Hyperoartia o Petromyzonti) son una clase de agnatos (animales sin mandíbulas), conocidos popularmente con el nombre de lampreas. Son semejantes externamente a las anguilas, aunque no están emparentados con ellas; tienen el cuerpo gelatinoso, cilíndrico, sin escamas y muy resbaladizo. A pesar de compartir muchas características con los peces, taxonómicamente no se incluyen en este grupo sino que forman un grupo independiente y muy antiguo, situándose en la base del origen de los vertebrados. Son marinas o de agua dulce. Son ovovivíparas.
Junto a los mixinos y varios grupos de peces sin mandíbula extintos formaban el grupo parafilético de los agnatos. Sin embargo nuevos estudios genéticos han encontrado que las lampreas están más emparentadas con los mixinos que con los gnatostomados formando el clado Cyclostomi. Esta agrupación exige excluir a las lampreas del clado Cephalaspidomorphi, los cuales serían peces sin mandíbula más cercanos a los gnatostomados.

## Características
Las lampreas tienen una boca circular en forma de ventosa para fijarse a las presas de las que se alimentan. Poseen varios círculos concéntricos de dientes córneos, además de una lengua también córnea usada para raspar los tejidos. Estas características les permiten raspar la carne y sorber la sangre de animales tan diversos como los tiburones, salmones, bacalaos y mamíferos marinos. Están dotadas de una lengua que funciona como un émbolo: después de hacer el vacío sobre el abdomen de una presa dentro de su boca, succiona la sangre al retroceder.

## Sistema nervioso
Dado que no se tienen referencias ni registros fósiles del primer vertebrado con un sistema nervioso central definido, las especies de la clase Hyperoartia han sido usadas como referencia para el estudio de la evolución de dicho sistema. Ello se debe a que constituyen las especies actuales de vertebrados filogenéticamente más antiguas, cuyo origen se remonta a hace aproximadamente 470 millones de años, y su sistema nervioso podría considerarse un paso intermedio entre el de los invertebrados y el resto de vertebrados.
Su sistema nervioso mantiene la polarización rostrocaudal que ya aparece en los invertebrados, manteniendo una organización similar. Esto se debe a que tanto en el caso de los vertebrados como de los invertebrados dicha organización depende de los mismos homeogenes ortólogos (chd y bmp-4 en el caso de los primeros y sog y dpp en el de los segundos). Otra similitud entre las lampreas y los cordados invertebrados es que los axones de sus neuronas no están mielinizados, lo que hace que la velocidad de transmisión de sus impulsos nerviosos sea muy baja, esto es, de aproximadamente 10-20 m/s frente a los 120-150 m/s de un axón mielinizado.
Los hemisferios cerebrales de las lampreas no están especialmente desarrollados. Básicamente, su función se reduce al procesamiento de la información olfativa procedente de los bulbos olfatorios, que recibe a través de las conexiones neuronales que establece con el epitálamo y el hipotálamo. Esta información olfativa le permite controlar las conductas de predación y reproducción.
En las lampreas ya se puede observar la organización básica general del sistema nervioso central de los vertebrados. En su médula espinal y el tronco del encéfalo, las lampreas cuentan además con especialización funcional dorsoventral similar a la de los vertebrados. Esto quiere decir que si seccionáramos transversalmente cualquiera de estas dos regiones, las funciones sensoriales se concentrarían en la zona dorsal y las motoras en la ventral. Este esquema anatómico se mantiene en todos los vertebrados actuales, lo que pone de manifiesto la homología existente entre diversas regiones encefálicas de las distintas especies aunque, evidentemente, la presión selectiva de los nichos ecológicos que cada una de ellas ocupa haya provocado cambios notorios en la función y estructura de estas regiones.

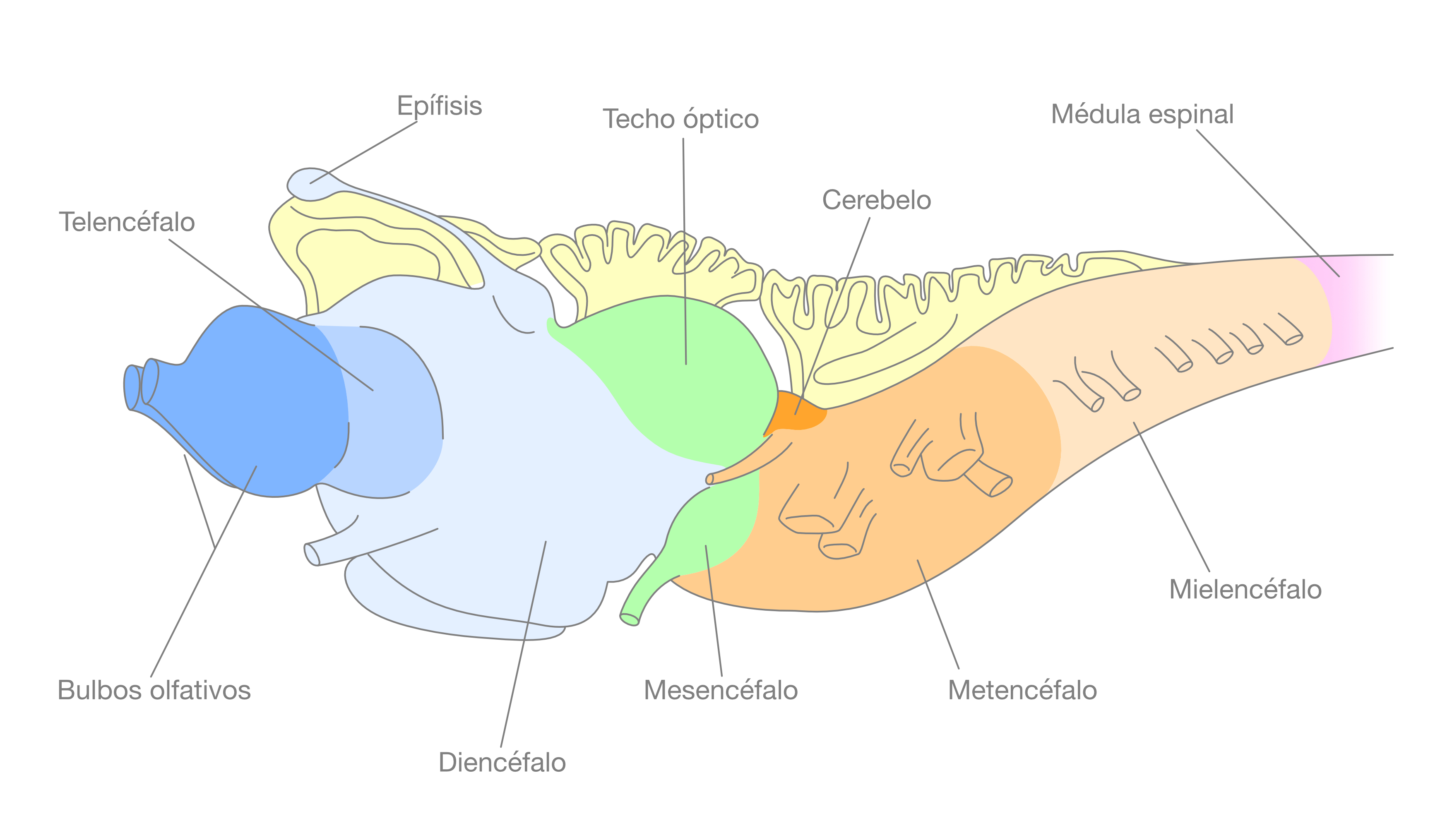
Sistema nervioso central de una lamprea: encéfalo anterior (azules), encéfalo medio (verde), encéfalo posterior (naranjas), tela coroidea (amarillo) y médula espinal (rosa).

Más allá de sus similitudes con el de los invertebrados, el sistema nervioso central de las lampreas destaca por su capacidad regenerativa. Se ha demostrado que tras ser seccionada transversalmente, su espina dorsal es capaz de recuperarse, regenerando sus axones y siendo capaz de volver a desempeñar las funciones previas a la lesión. Los estudios apuntan a que esa regeneración es debida a un proceso de neurogénesis, aunque aún no hay suficiente evidencia científica que lo demuestre.

## Taxonomía y filogenia

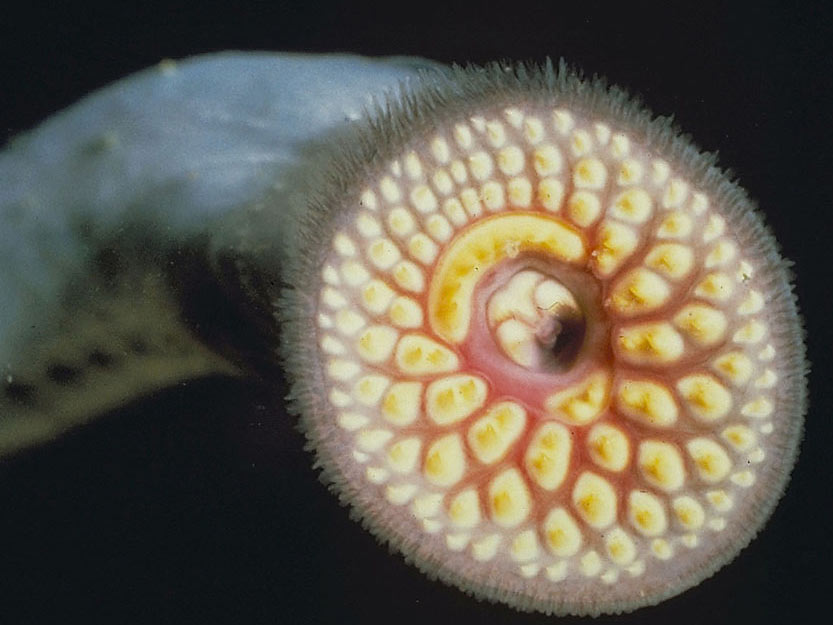
Boca de la lamprea en la que se observa los distintos círculos de dientes concéntricos y la lengua. Ambas estructuras son córneas.

La siguiente filogenia está basada en Brownstein & Near, 2023.
| Geotriidae  | Geotria Gray 1851  |
|             | Geotria Gray 1851  |
| Mordaciidae | Mordacia Gray 1853 |
|             | Mordacia Gray 1853 |

|  | Caspiomyzon Berg 1906                                                                 |
|  |                                                                                       |

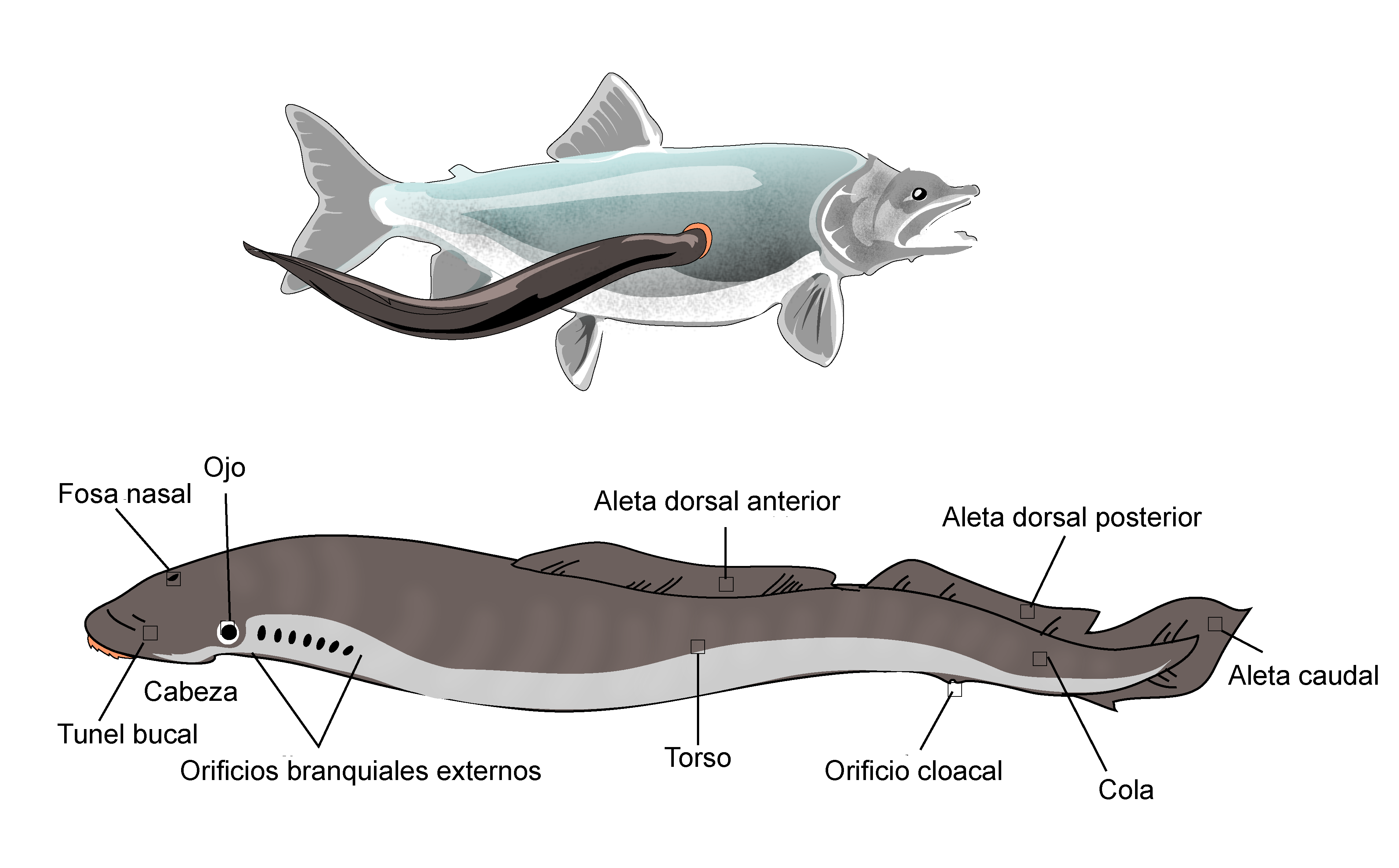
Alimentación de la lamprea y morfología externa.

|  | \| \| Petromyzon Linnaeus 1758 \| \| \| \| \| \| Ichthyomyzon Girard 1858 \| \| \| \| |
|  |                                                                                       |
|  | Petromyzon Linnaeus 1758                                                              |
|  |                                                                                       |
|  | Ichthyomyzon Girard 1858                                                              |
|  |                                                                                       |

|  | Petromyzon Linnaeus 1758 |
|  |                          |
|  | Ichthyomyzon Girard 1858 |
|  |                          |

|  | Entosphenus Gill 1863               |
|  |                                     |
|  | Tetrapleurodon Creaser & Hubbs 1922 |
|  |                                     |

|  | Lethenteron Creaser & Hubbs 1922                                                                   |
|  | |
|  | \| \| Eudontomyzon Regan 1911 \| \| \| \| \| \| Lampetra sensu stricto Bonnaterre 1788 \| \| \| \| |
|  | |
|  | Eudontomyzon Regan 1911                                                                            |
|  | |
|  | Lampetra sensu stricto Bonnaterre 1788                                                             |
|  | |

|  | Eudontomyzon Regan 1911                |
|  |                                        |
|  | Lampetra sensu stricto Bonnaterre 1788 |
|  |                                        |

|  | Entosphenus Gill 1863               |
|  |                                     |
|  | Tetrapleurodon Creaser & Hubbs 1922 |
|  |                                     |

|  | Lethenteron Creaser & Hubbs 1922                                                                   |
|  | |
|  | \| \| Eudontomyzon Regan 1911 \| \| \| \| \| \| Lampetra sensu stricto Bonnaterre 1788 \| \| \| \| |
|  | |
|  | Eudontomyzon Regan 1911                                                                            |
|  | |
|  | Lampetra sensu stricto Bonnaterre 1788                                                             |
|  | |

|  | Eudontomyzon Regan 1911                |
|  |                                        |
|  | Lampetra sensu stricto Bonnaterre 1788 |
|  |                                        |

|  | Caspiomyzon Berg 1906                                                                 |
|  |                                                                                       |
|  | \| \| Petromyzon Linnaeus 1758 \| \| \| \| \| \| Ichthyomyzon Girard 1858 \| \| \| \| |
|  |                                                                                       |
|  | Petromyzon Linnaeus 1758                                                              |
|  |                                                                                       |
|  | Ichthyomyzon Girard 1858                                                              |
|  |                                                                                       |

|  | Petromyzon Linnaeus 1758 |
|  |                          |
|  | Ichthyomyzon Girard 1858 |
|  |                          |

|  | Entosphenus Gill 1863               |
|  |                                     |
|  | Tetrapleurodon Creaser & Hubbs 1922 |
|  |                                     |

|  | Lethenteron Creaser & Hubbs 1922                                                                   |
|  | |
|  | \| \| Eudontomyzon Regan 1911 \| \| \| \| \| \| Lampetra sensu stricto Bonnaterre 1788 \| \| \| \| |
|  | |
|  | Eudontomyzon Regan 1911                                                                            |
|  | |
|  | Lampetra sensu stricto Bonnaterre 1788                                                             |
|  | |

|  | Eudontomyzon Regan 1911                |
|  |                                        |
|  | Lampetra sensu stricto Bonnaterre 1788 |
|  |                                        |

|  | Entosphenus Gill 1863               |
|  |                                     |
|  | Tetrapleurodon Creaser & Hubbs 1922 |
|  |                                     |

|  | Lethenteron Creaser & Hubbs 1922                                                                   |
|  | |
|  | \| \| Eudontomyzon Regan 1911 \| \| \| \| \| \| Lampetra sensu stricto Bonnaterre 1788 \| \| \| \| |
|  | |
|  | Eudontomyzon Regan 1911                                                                            |
|  | |
|  | Lampetra sensu stricto Bonnaterre 1788                                                             |
|  | |

|  | Eudontomyzon Regan 1911                |
|  |                                        |
|  | Lampetra sensu stricto Bonnaterre 1788 |
|  |                                        |

|  | Caspiomyzon Berg 1906                                                                 |
|  |                                                                                       |
|  | \| \| Petromyzon Linnaeus 1758 \| \| \| \| \| \| Ichthyomyzon Girard 1858 \| \| \| \| |
|  |                                                                                       |
|  | Petromyzon Linnaeus 1758                                                              |
|  |                                                                                       |
|  | Ichthyomyzon Girard 1858                                                              |
|  |                                                                                       |

|  | Petromyzon Linnaeus 1758 |
|  |                          |
|  | Ichthyomyzon Girard 1858 |
|  |                          |

|  | Entosphenus Gill 1863               |
|  |                                     |
|  | Tetrapleurodon Creaser & Hubbs 1922 |
|  |                                     |

|  | Lethenteron Creaser & Hubbs 1922                                                                   |
|  | |
|  | \| \| Eudontomyzon Regan 1911 \| \| \| \| \| \| Lampetra sensu stricto Bonnaterre 1788 \| \| \| \| |
|  | |
|  | Eudontomyzon Regan 1911                                                                            |
|  | |
|  | Lampetra sensu stricto Bonnaterre 1788                                                             |
|  | |

|  | Eudontomyzon Regan 1911                |
|  |                                        |
|  | Lampetra sensu stricto Bonnaterre 1788 |
|  |                                        |

|  | Entosphenus Gill 1863               |
|  |                                     |
|  | Tetrapleurodon Creaser & Hubbs 1922 |
|  |                                     |

|  | Lethenteron Creaser & Hubbs 1922                                                                   |
|  | |
|  | \| \| Eudontomyzon Regan 1911 \| \| \| \| \| \| Lampetra sensu stricto Bonnaterre 1788 \| \| \| \| |
|  | |
|  | Eudontomyzon Regan 1911                                                                            |
|  | |
|  | Lampetra sensu stricto Bonnaterre 1788                                                             |
|  | |

|  | Eudontomyzon Regan 1911                |
|  |                                        |
|  | Lampetra sensu stricto Bonnaterre 1788 |
|  |                                        |

|  | Caspiomyzon Berg 1906                                                                 |
|  |                                                                                       |
|  | \| \| Petromyzon Linnaeus 1758 \| \| \| \| \| \| Ichthyomyzon Girard 1858 \| \| \| \| |
|  |                                                                                       |
|  | Petromyzon Linnaeus 1758                                                              |
|  |                                                                                       |
|  | Ichthyomyzon Girard 1858                                                              |
|  |                                                                                       |

|  | Petromyzon Linnaeus 1758 |
|  |                          |
|  | Ichthyomyzon Girard 1858 |
|  |                          |

|  | Entosphenus Gill 1863               |
|  |                                     |
|  | Tetrapleurodon Creaser & Hubbs 1922 |
|  |                                     |

|  | Lethenteron Creaser & Hubbs 1922                                                                   |
|  | |
|  | \| \| Eudontomyzon Regan 1911 \| \| \| \| \| \| Lampetra sensu stricto Bonnaterre 1788 \| \| \| \| |
|  | |
|  | Eudontomyzon Regan 1911                                                                            |
|  | |
|  | Lampetra sensu stricto Bonnaterre 1788                                                             |
|  | |

|  | Eudontomyzon Regan 1911                |
|  |                                        |
|  | Lampetra sensu stricto Bonnaterre 1788 |
|  |                                        |

|  | Entosphenus Gill 1863               |
|  |                                     |
|  | Tetrapleurodon Creaser & Hubbs 1922 |
|  |                                     |

|  | Lethenteron Creaser & Hubbs 1922                                                                   |
|  | |
|  | \| \| Eudontomyzon Regan 1911 \| \| \| \| \| \| Lampetra sensu stricto Bonnaterre 1788 \| \| \| \| |
|  | |
|  | Eudontomyzon Regan 1911                                                                            |
|  | |
|  | Lampetra sensu stricto Bonnaterre 1788                                                             |
|  | |

|  | Eudontomyzon Regan 1911                |
|  |                                        |
|  | Lampetra sensu stricto Bonnaterre 1788 |
|  |                                        |

| Geotriidae  | Geotria Gray 1851  |
|             | Geotria Gray 1851  |
| Mordaciidae | Mordacia Gray 1853 |
|             | Mordacia Gray 1853 |

|  | Caspiomyzon Berg 1906                                                                 |
|  |                                                                                       |
|  | \| \| Petromyzon Linnaeus 1758 \| \| \| \| \| \| Ichthyomyzon Girard 1858 \| \| \| \| |
|  |                                                                                       |
|  | Petromyzon Linnaeus 1758                                                              |
|  |                                                                                       |
|  | Ichthyomyzon Girard 1858                                                              |
|  |                                                                                       |

|  | Petromyzon Linnaeus 1758 |
|  |                          |
|  | Ichthyomyzon Girard 1858 |
|  |                          |

|  | Entosphenus Gill 1863               |
|  |                                     |
|  | Tetrapleurodon Creaser & Hubbs 1922 |
|  |                                     |

|  | Lethenteron Creaser & Hubbs 1922                                                                   |
|  | |
|  | \| \| Eudontomyzon Regan 1911 \| \| \| \| \| \| Lampetra sensu stricto Bonnaterre 1788 \| \| \| \| |
|  | |
|  | Eudontomyzon Regan 1911                                                                            |
|  | |
|  | Lampetra sensu stricto Bonnaterre 1788                                                             |
|  | |

|  | Eudontomyzon Regan 1911                |
|  |                                        |
|  | Lampetra sensu stricto Bonnaterre 1788 |
|  |                                        |

|  | Entosphenus Gill 1863               |
|  |                                     |
|  | Tetrapleurodon Creaser & Hubbs 1922 |
|  |                                     |

|  | Lethenteron Creaser & Hubbs 1922                                                                   |
|  | |
|  | \| \| Eudontomyzon Regan 1911 \| \| \| \| \| \| Lampetra sensu stricto Bonnaterre 1788 \| \| \| \| |
|  | |
|  | Eudontomyzon Regan 1911                                                                            |
|  | |
|  | Lampetra sensu stricto Bonnaterre 1788                                                             |
|  | |

|  | Eudontomyzon Regan 1911                |
|  |                                        |
|  | Lampetra sensu stricto Bonnaterre 1788 |
|  |                                        |

|  | Caspiomyzon Berg 1906                                                                 |
|  |                                                                                       |
|  | \| \| Petromyzon Linnaeus 1758 \| \| \| \| \| \| Ichthyomyzon Girard 1858 \| \| \| \| |
|  |                                                                                       |
|  | Petromyzon Linnaeus 1758                                                              |
|  |                                                                                       |
|  | Ichthyomyzon Girard 1858                                                              |
|  |                                                                                       |

|  | Petromyzon Linnaeus 1758 |
|  |                          |
|  | Ichthyomyzon Girard 1858 |
|  |                          |

|  | Entosphenus Gill 1863               |
|  |                                     |
|  | Tetrapleurodon Creaser & Hubbs 1922 |
|  |                                     |

|  | Lethenteron Creaser & Hubbs 1922                                                                   |
|  | |
|  | \| \| Eudontomyzon Regan 1911 \| \| \| \| \| \| Lampetra sensu stricto Bonnaterre 1788 \| \| \| \| |
|  | |
|  | Eudontomyzon Regan 1911                                                                            |
|  | |
|  | Lampetra sensu stricto Bonnaterre 1788                                                             |
|  | |

|  | Eudontomyzon Regan 1911                |
|  |                                        |
|  | Lampetra sensu stricto Bonnaterre 1788 |
|  |                                        |

|  | Entosphenus Gill 1863               |
|  |                                     |
|  | Tetrapleurodon Creaser & Hubbs 1922 |
|  |                                     |

|  | Lethenteron Creaser & Hubbs 1922                                                                   |
|  | |
|  | \| \| Eudontomyzon Regan 1911 \| \| \| \| \| \| Lampetra sensu stricto Bonnaterre 1788 \| \| \| \| |
|  | |
|  | Eudontomyzon Regan 1911                                                                            |
|  | |
|  | Lampetra sensu stricto Bonnaterre 1788                                                             |
|  | |

|  | Eudontomyzon Regan 1911                |
|  |                                        |
|  | Lampetra sensu stricto Bonnaterre 1788 |
|  |                                        |

|  | Caspiomyzon Berg 1906                                                                 |
|  |                                                                                       |
|  | \| \| Petromyzon Linnaeus 1758 \| \| \| \| \| \| Ichthyomyzon Girard 1858 \| \| \| \| |
|  |                                                                                       |
|  | Petromyzon Linnaeus 1758                                                              |
|  |                                                                                       |
|  | Ichthyomyzon Girard 1858                                                              |
|  |                                                                                       |

|  | Petromyzon Linnaeus 1758 |
|  |                          |
|  | Ichthyomyzon Girard 1858 |
|  |                          |

|  | Entosphenus Gill 1863               |
|  |                                     |
|  | Tetrapleurodon Creaser & Hubbs 1922 |
|  |                                     |

|  | Lethenteron Creaser & Hubbs 1922                                                                   |
|  | |
|  | \| \| Eudontomyzon Regan 1911 \| \| \| \| \| \| Lampetra sensu stricto Bonnaterre 1788 \| \| \| \| |
|  | |
|  | Eudontomyzon Regan 1911                                                                            |
|  | |
|  | Lampetra sensu stricto Bonnaterre 1788                                                             |
|  | |

|  | Eudontomyzon Regan 1911                |
|  |                                        |
|  | Lampetra sensu stricto Bonnaterre 1788 |
|  |                                        |

|  | Entosphenus Gill 1863               |
|  |                                     |
|  | Tetrapleurodon Creaser & Hubbs 1922 |
|  |                                     |

|  | Lethenteron Creaser & Hubbs 1922                                                                   |
|  | |
|  | \| \| Eudontomyzon Regan 1911 \| \| \| \| \| \| Lampetra sensu stricto Bonnaterre 1788 \| \| \| \| |
|  | |
|  | Eudontomyzon Regan 1911                                                                            |
|  | |
|  | Lampetra sensu stricto Bonnaterre 1788                                                             |
|  | |

|  | Eudontomyzon Regan 1911                |
|  |                                        |
|  | Lampetra sensu stricto Bonnaterre 1788 |
|  |                                        |

|  | Caspiomyzon Berg 1906                                                                 |
|  |                                                                                       |
|  | \| \| Petromyzon Linnaeus 1758 \| \| \| \| \| \| Ichthyomyzon Girard 1858 \| \| \| \| |
|  |                                                                                       |
|  | Petromyzon Linnaeus 1758                                                              |
|  |                                                                                       |
|  | Ichthyomyzon Girard 1858                                                              |
|  |                                                                                       |

|  | Petromyzon Linnaeus 1758 |
|  |                          |
|  | Ichthyomyzon Girard 1858 |
|  |                          |

|  | Entosphenus Gill 1863               |
|  |                                     |
|  | Tetrapleurodon Creaser & Hubbs 1922 |
|  |                                     |

|  | Lethenteron Creaser & Hubbs 1922                                                                   |
|  | |
|  | \| \| Eudontomyzon Regan 1911 \| \| \| \| \| \| Lampetra sensu stricto Bonnaterre 1788 \| \| \| \| |
|  | |
|  | Eudontomyzon Regan 1911                                                                            |
|  | |
|  | Lampetra sensu stricto Bonnaterre 1788                                                             |
|  | |

|  | Eudontomyzon Regan 1911                |
|  |                                        |
|  | Lampetra sensu stricto Bonnaterre 1788 |
|  |                                        |

|  | Entosphenus Gill 1863               |
|  |                                     |
|  | Tetrapleurodon Creaser & Hubbs 1922 |
|  |                                     |

|  | Lethenteron Creaser & Hubbs 1922                                                                   |
|  | |
|  | \| \| Eudontomyzon Regan 1911 \| \| \| \| \| \| Lampetra sensu stricto Bonnaterre 1788 \| \| \| \| |
|  | |
|  | Eudontomyzon Regan 1911                                                                            |
|  | |
|  | Lampetra sensu stricto Bonnaterre 1788                                                             |
|  | |

|  | Eudontomyzon Regan 1911                |
|  |                                        |
|  | Lampetra sensu stricto Bonnaterre 1788 |
|  |                                        |

Dentro de los Hyperoartia se incluyen las lampreas modernas y sus más inmediatos antepasados; todas las especies actuales, unas 40, pertenecen al orden Petromyzontiformes:
- Orden Petromyzontiformes

- Hardistiella†
- Mayomyzon†
- Mesomyzon†
- Pipiscius†
- Priscomyzon†
- Yanliaomyzon†
- Caeruleum†
- Familia Geotriidae

- Geotria

- Geotria australis (J. E. Gray, 1851) (Lamprea de bolsa, o de boca ancha)
- Geotria macrostoma (Burmeister, 1868) (Lamprea argentina)

- Familia Mordaciidae

- Mordacia

- Mordacia lapicida (J. E. Gray, 1851) (Lamprea chilena)
- Mordacia mordax (J. Richardson, 1846) (Lamprea australiana)
- Mordacia praecox (Potter, 1968)

- Familia Petromyzontidae

- Entosphenus
- Petromyzon
- Lampetra
- Ichthyomyzon
- Caspiomyzon
- Tetrapleurodon
- Lethenteron
- Eudontomyzon

## Pesca
Se pescan en los ríos, con arpón o fisga o, mejor, para evitar su muerte y pérdida de sangre, en lugares acondicionados como "pesqueras" en los que, mediante muros de mampostería o trampas de madera, se canalizan las aguas para pasarlas a través de unas nasas llamadas "butrones". En el Bajo Miño y el río Ulla se utilizan unas construcciones únicas llamadas "pesqueiras" situadas a ambos lados del río en forma de paralelepípedos construidos de piedra que penetran en el cauce fluvial desde las dos riberas y cuya función es la de capturar distintas especies piscícolas, entre ellas la lamprea. Estas obras, construidas a base de sillares graníticos alineados oblicuamente al curso del río, originan las corrientes que facilitarán el camino a seguir por los peces en su ruta migratoria a contracorriente para el desove. El conjunto constructivo se compone de varios cuerpos llamados "poios" que dejan entre ellos unos callejones estrechos, entre los que se ubicarán unas redes cónicas tipo nasa o "butrones". De las pesqueiras o pescos se habla ya en documentos del siglo XII aunque, probablemente, muchas de ellas se remontan a la época romana.
La veda concluye al llegar el mes de enero y el periodo de pesca finaliza en el mes de mayo. Las lampreas fueron abundante en todos los ríos de Galicia, pero hoy en día ya han desaparecido de muchos de ellos. Siguen gozando de merecida fama las de Arbo, que en su honor celebra la fiesta gastronómica más antigua de Galicia, pero también las de Nieves, Salvatierra de Miño, Tuy y en toda la cuenca del río Miño situada por debajo del embalse de A Frieira entre España y Portugal, donde también se pescan, como sucede en Melgaço, Monção y Valença.

## Usos

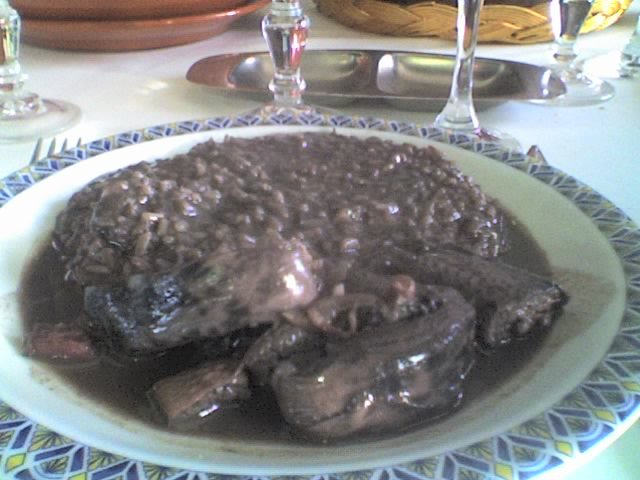
Arroz de lamprea, Portugal.

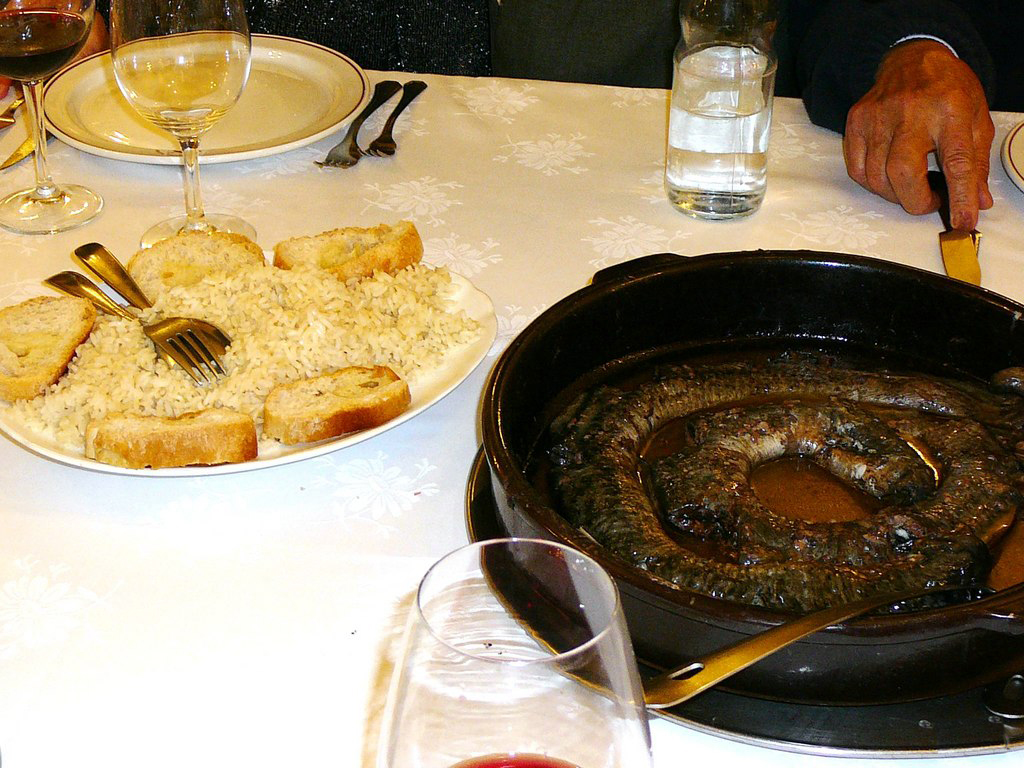
Lamprea a la bordelesa, servida con arroz cocido y picatostes.

Su carne, aunque dura, es muy apreciada en Galicia (los romanos ya la consideraban verdaderamente exquisita). Con ella se hace empanada, se degusta guisada en su propia sangre como plato típico de la cocina de Galicia, denominado lamprea á bordelesa, o se cocina después de ser curada y seca para su conservación fuera de la temporada de pesca. Para ello, una vez limpia y abierta, se sala ligeramente, se lava y ahúma, se unta ligeramente con aceite y se seca para su conservación, manteniéndola colgada en un sitio seco y fresco hasta su consumo.
También se emplea, entre otros lugares, en la cocina de Borgoña (Francia) y en este caso el plato es conocido con la denominación de "lamprea a la borgoñesa".